# Kaap Navarin
De Kaap Navarin is een kaap in het noorden van de Grote Oceaan aan de westkust van de Beringzee. De kaap vormt het zuidelijk uiteinde van de Golf van Anadyr. De kaap behoort tot Tsjoekotka, de meest noordoostelijk gelegen regio van Rusland.
Bij de kaap splitst de Beringhellingstroom zich in de Anadyrstroom die noordwaarts stroomt en de Kamtsjatkastroom zuidwaarts.
De kaap vormt de grens tussen de mariene ecoregio Oostelijke Beringzee in het noorden en de mariene ecoregio Kamtsjatkakust en -plat in het zuiden.